# Myrsine paramensis
Myrsine paramensis är en viveväxtart som först beskrevs av José Cuatrecasas, och fick sitt nu gällande namn av J.J. Pipoly. Myrsine paramensis ingår i släktet Myrsine och familjen viveväxter. Inga underarter finns listade i Catalogue of Life.